# Sofia Samodúrova
Sofia Viacheslávovna Samodúrova (en ruso: Софья Вячеславовна Самодурова; Krasnoyarsk; 30 de julio de 2002) es una patinadora artística sobre hielo rusa. Campeona de las pruebas del Grand Prix Júnior 2017 de Croacia e Italia. Medalla de oro del Campeonato Europeo de Patinaje Artístico sobre Hielo de 2019. 

## Carrera
Comenzó a patinar en el año 2007. Finalizó en el lugar 16 en el campeonato de Rusia de 2015 en el nivel júnior, el siguiente año logró llegar al sexto puesto. Bajo el entrenamiento de Tatiana Mishina y Oleg Tataurov, la patinadora logró el cuarto lugar en su primera prueba de Grand Prix Júnior de 2016, celebrada en Yokohama, Japón. En el Campeonato de Rusia de 2017 terminó en el lugar 12 y ganó la medalla de plata en el Trofeo Triglav de 2017.
Con Tatiana Mishina y Alexei Mishin, comenzó la temporada de Grand Prix Júnior de 2017 y ganó la medalla de oro en la prueba de Zagrev, en Croacia. En la prueba de Grand Prix Júnior en Italia obtuvo la medalla de oro y logró clasificar a la final, celebrada en Nagoya, donde terminó el sexto lugar. Es parte del equipo nacional ruso para competir en el Campeonato Europeo de 2019.

### Programas
|           | Programa corto                          | Programa libre                                                               | Exhibición |
| --------- | --------------------------------------- | ---------------------------------------------------------------------------- | ---------- |
| 2018-2019 | Nyah (Misión imposible 2)               | Welcome to Burlesque de Cher Show Me How You Burlesque de Christina Aguilera |            |
| 2017-2018 | Hava Nagila (canción tradicional judía) | Libertango de Astor Piazzolla                                                |            |
| 2016-2017 | Send In the Clowns de Susan Boyle       | Medley de Gioachino Rossini                                                  |            |

### Resultados detallados

#### Nivel śenior
- Mejores marcas personales aparecen en negrita

| Temporada 2018-2019         |                                                              |                |                |                   |
| Fecha                       | Evento                                                       | Programa corto | Programa libre | Total             |
| 11–14 de abril de 2019      | Trofeo Mundial por equipos de la ISU 2019                    | 6 68.61        | 4 138.84       | 3 (equipo) 207.45 |
| 18–24 de marzo de 2019      | Campeonato Mundial de Patinaje Artístico sobre Hielo de 2019 | 9 70.42        | 8 138.16       | 8 208.58          |
| 21–27 de enero de 2019      | Campeonato Europeo de Patinaje Artístico sobre Hielo de 2019 | 2 72.88        | 1 140.96       | 1 213.84          |
| 19–23 de diciembre de 2018  | Campeonato de Rusia 2019                                     | 6 71.82        | 6 137.95       | 6 209.77          |
| 6–9 de diciembre de 2018    | Final del Grand Prix 2018-2019                               | 5 68.24        | 5 136.09       | 5 204.33          |
| 16–18 de noviembre de 2018  | Copa Rostelecom 2018                                         | 2 67.40        | 2 130.61       | 2 198.01          |
| 19–21 de octubre de 2018    | Skate America 2018                                           | 3 64.41        | 3 134.29       | 3 198.70          |
| 12–16 de septiembre de 2018 | CS Trofeo de Lombardia 2018                                  | 2 64.05        | 4 120.77       | 2 184.82          |

#### Nivel júnior
| Temporada 2017-2018         |                                          |        |                |                |           |
| Fecha                       | Evento                                   | Nivel  | Programa corto | Programa libre | Total     |
| 21–24 de diciembre de 2017  | Campeonato de Rusia de 2018              | Sénior | 9 67.07        | 11 129.44      | 11 196.51 |
| 7–10 de diciembre de 2017   | Final del Grand Prix Junior de 2017-2018 | Junior | 6 65.01        | 6 122.73       | 6 187.74  |
| 11–14 de octubre de 2017    | Grand Prix Junior de Italia              | Junior | 3 66.67        | 1 125.52       | 1 192.19  |
| 27–30 de septiembre de 2017 | Grand Prix Junior de Croacia             | Junior | 3 62.43        | 1 125.43       | 1 187.86  |
| Temporada 2016-2017         |                                          |        |                |                |           |
| Fecha                       | Evento                                   | Nivel  | Programa corto | Programa libre | Total     |
| 5–9 de abril de 2017        | Trofeo Triglav de 2017                   | Junior | 2 58.48        | 2 113.03       | 2 171.51  |
| 1–5 de febrero de 2017      | Campeonato de Rusia de 2017              | Junior | 9 63.24        | 13 113.46      | 12 176.70 |
| 20–26 de diciembre de 2016  | Campeonato de Rusia de 2017              | Sénior | 8 65.29        | 8 126.87       | 9 192.16  |
| 7–11 de septiembre de 2016  | Grand Prix Junior de Japón               | Junior | 4 60.76        | 3 119.93       | 4 180.69  |
| Temporada 2015-2016         |                                          |        |                |                |           |
| Fecha                       | Evento                                   | Nivel  | Programa corto | Programa libre | Total     |
| 21–23 de enero de 2016      | Campeonato de Rusia nivel junior de 2016 | Junior | 10 59.39       | 5 115.23       | 6 174.62  |
| 24–29 de noviembre de 2015  | NRW Trophy de 2015                       | Novice | 2 43.96        | 2 82.60        | 2 126.56  |
| Temporada 2014-2015         |                                          |        |                |                |           |
| Fecha                       | Evento                                   | Nivel  | Programa corto | Programa libre | Total     |
| 4–7 de febrero de 2015      | Campeonato de Rusia nivel junior de 2015 | Junior | 17 43.54       | 13 92.52       | 16 136.06 |